# العقدة (عبس)

تعديل مصدري - تعديل

العقدة هي إحدى قرى عزلة بني حسن بمديرية عبس التابعة لمحافظة حجة، بلغ تعداد سكانها 29 نسمة حسب تعداد اليمن لعام 2004.